# Taya Parker
Taya Parker (Marion, 10 gennaio 1978) è una modella statunitense, eletta Pet of the Year 2009 dalla rivista Penthouse.